# USS Tunny (SS-282)
USS Tunny (SS/SSG/APSS/LPSS-282) là một tàu ngầm lớp Gato từng phục vụ cùng Hải quân Hoa Kỳ trong Chiến tranh Thế giới thứ hai. Nó là chiếc tàu chiến đầu tiên của Hải quân Hoa Kỳ được đặt cái tên này, theo tên loài cá ngừ đại dương. Nó đã phục vụ trong suốt Thế chiến II, thực hiện tổng cộng chín chuyến tuần tra, đánh chìm sáu tàu Nhật Bản, bao gồm một tàu ngầm, với tổng tải trọng 26.837 tấn. Được cho ngừng hoạt động sau khi xung đột chấm dứt vào năm 1946, nó được huy động trở lại để tiếp tục phục vụ trong các cuộc Chiến tranh Lạnh và Chiến tranh Việt Nam từ năm 1952 đến năm 1969, lần lượt được xếp lại lớp như một tàu ngầm mang tên lửa hành trình SSG-282, rồi như một tàu ngầm vận chuyển đổ bộ APSS-282 và LPSS-282. Con tàu cuối cùng bị đánh chìm như một mục tiêu vào năm 1970. Tunny được tặng thưởng danh hiệu Đơn vị Tuyên dương Tổng thống cùng chín Ngôi sao Chiến trận do thành tích phục vụ trong Thế Chiến II, rồi thêm năm Ngôi sao Chiến trận khác khi hoạt động tại Việt Nam.

## Thiết kế và chế tạo
Lớp tàu ngầm Gato được thiết kế cho mục đích một tàu ngầm hạm đội nhằm có tốc độ trên mặt nước cao, tầm hoạt động xa và vũ khí mạnh để tháp tùng hạm đội chiến trận. Con tàu dài 311 ft 9 in (95,02 m) và có trọng lượng choán nước 1.525 tấn Anh (1.549 t) khi nổi và 2.424 tấn Anh (2.463 t) khi lặn. Chúng trang bị động cơ diesel dẫn động máy phát điện để cung cấp điện năng cho bốn động cơ điện, đạt được công suất 5.400 shp (4.000 kW) khi nổi và 2.740 shp (2.040 kW) khi lặn, cho phép đạt tốc độ tối đa 21 hải lý trên giờ (39 km/h) và 9 hải lý trên giờ (17 km/h) tương ứng. Tầm xa hoạt động là 11.000 hải lý (20.000 km) khi đi trên mặt nước ở tốc độ 10 hải lý trên giờ (19 km/h) và có thể hoạt động kéo dài đến 75 ngày và lặn được sâu tối đa 300 ft (90 m).
Lớp tàu ngầm Gato được trang bị mười ống phóng ngư lôi 21 in (530 mm), gồm sáu ống trước mũi và bốn ống phía phía đuôi tàu, chúng mang theo tối đa 24 quả ngư lôi. Vũ khí trên boong tàu gồm một hải pháo 3 inch/50 caliber, và thường được tăng cường một khẩu pháo phòng không Bofors 40 mm nòng đơn và một khẩu đội Oerlikon 20 mm nòng đôi, kèm theo súng máy .50 caliber và .30 caliber. Tiện nghi cho thủy thủ đoàn bao gồm điều hòa không khí, thực phẩm trữ lạnh, máy lọc nước, máy giặt và giường ngủ cho hầu hết mọi người, giúp họ chịu đựng cái nóng nhiệt đới tại Thái Bình Dương cùng những chuyến tuần tra kéo dài đến hai tháng rưỡi.
Tunny được đặt lườn tại Xưởng hải quân Mare Island ở Vallejo, California vào ngày 10 tháng 11, 1941. Nó được hạ thủy vào ngày 30 tháng 6, 1942, được đỡ đầu bởi bà Frederick G. Crisp, phu nhân Chuẩn đô đốc Frederick G. Crisp, và được cho nhập biên chế cùng Hải quân Hoa Kỳ vào ngày 1 tháng 9, 1942 dưới quyền chỉ huy của Hạm trưởng, Thiếu tá Hải quân Elton Watters Grenfell.

## Lịch sử hoạt động

### 1943
Sau khi hoàn tất việc chạy thử máy huấn luyện tại vùng biển ngoài khơi San Diego, California, Tunny quay trở lại San Francisco, California để sửa chữa sau chạy thử máy. Nó khởi hành để hướng sang khu vực quần đảo Hawaii, và đi đến Trân Châu Cảng vào ngày 12 tháng 12, 1942.

#### Chuyến tuần tra thứ nhất
Sau một tuần lễ huấn luyện và thêm hai tuần lễ bảo trì và tiếp liệu, Tunny khởi hành từ Căn cứ Tàu ngầm Trân Châu Cảng vào ngày 12 tháng 1, 1943 cho chuyến tuần tra tại khu vực quần đảo Ryūkyū. Nó gây hư hại cho một tàu đánh cá 400 tấn bằng hải pháo vào ngày 26 tháng 1 trước khi chuyển sang tuần tra ngoài khơi Đài Loan ba ngày sau đó, rồi phóng hai ngư lôi tấn công một tàu chở hàng lúc sau nữa đêm ngày 31 tháng 1, nhưng đối phương né tránh được và thả mìn sâu phản công, nên chiếc tàu ngầm từ bỏ việc truy đuổi. Gần Hong Kong vào đêm 2 tháng 2, nó truy đuổi theo một tàu chở dầu tại vùng nước nông, rồi tấn công với bốn lượt phóng ngư lôi, nhưng tất cả ngư lôi đều bị trượt hay tịt ngòi.
Sang đêm hôm sau, Tunny phóng ba ngư lôi vào một mục tiêu chỉ nhìn thấy qua radar, và không thể xác định được kết quả. Trong các ngày 6 và 7 tháng 2, nó tuần tra ngoài khơi Sán Đầu, rồi đến sáng ngày 8 tháng 2, sau ba lượt tấn công bằng ngư lôi, nó ghi được hai quả trúng đích và đánh chìm được mục tiêu đầu tiên là tàu chở hàng Kusayama Maru (5.306 tấn). Trên đường hướng sang Cao Hùng, Đài Loan vào ngày hôm sau, chiếc tàu ngầm phóng hết số ngư lôi còn lại vào một tàu vận tải lớn và trúng đích được hai quả, nhưng không đủ để đánh chìm mục tiêu. Nó lên đường vào ngày 11 tháng 2 để hướng về Midway, và trên đường đi đã dùng hải pháo đánh chìm một tàu đánh cá 100 tấn. Nó đi đến Midway vào ngày 20 tháng 2, và về đến Trân Châu Cảng bốn ngày sau đó, nơi nó được bảo trì cặp bên mạn tàu tiếp liệu tàu ngầm Sperry (AS-12).

#### Chuyến tuần tra thứ hai

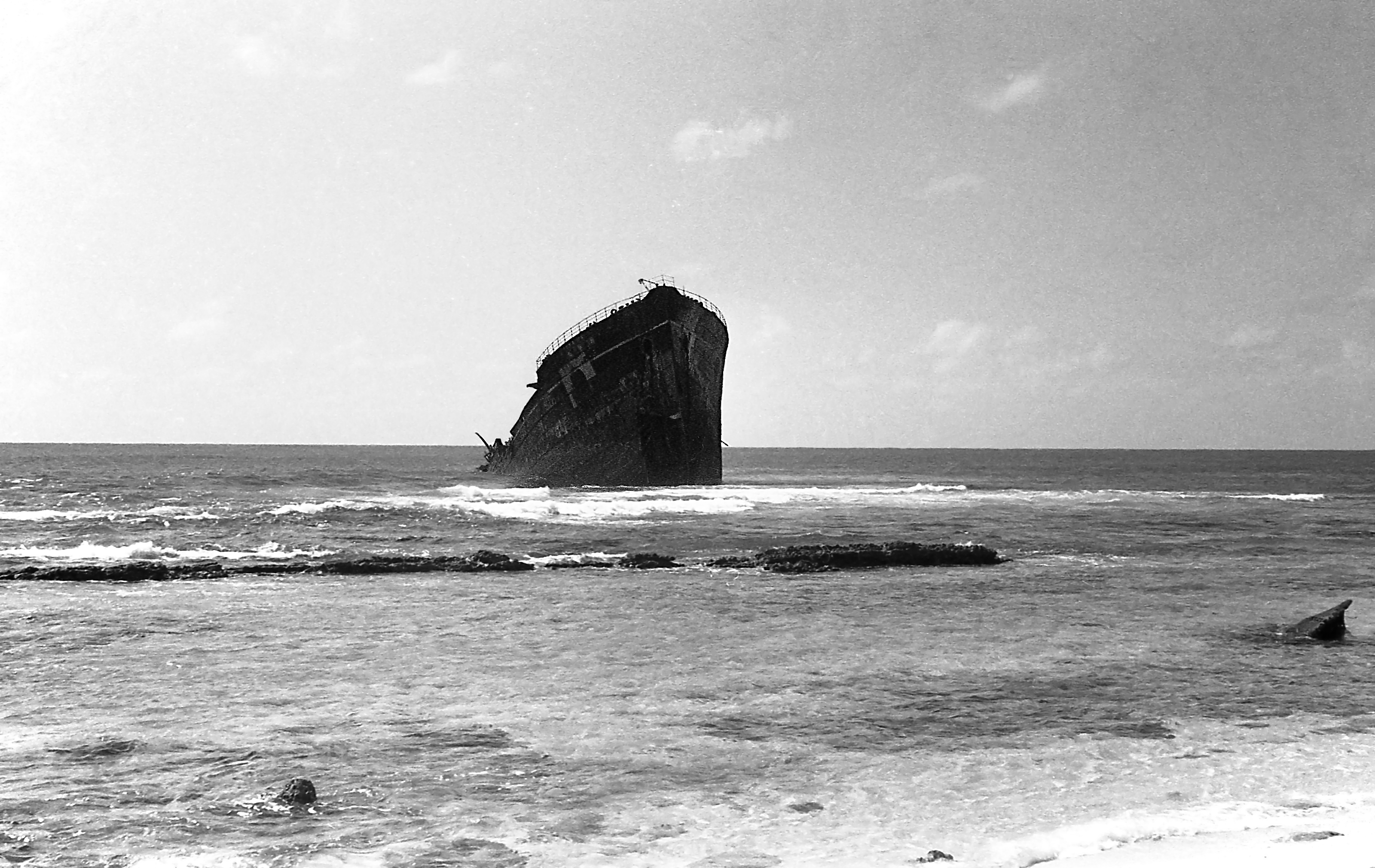
Tàu chở hàng Suwa Maru bị mắc cạn ngoài khơi đảo Wake sau khi bị đánh hỏng vào ngày 28 tháng 3 năm 1943

Sau một giai đoạn huấn luyện, Tunny khởi hành từ Trân Châu Cảng vào ngày 18 tháng 3 cho chuyến tuần tra thứ hai, và ghé đến Midway để thay thế kính tiềm vọng trước khi tiếp tục tuần tra vào ngày 24 tháng 3. Nó đi đến ngoài khơi đảo Wake vào ngày 27 tháng 3, và sang sáng ngày hôm sau đã phóng hai quả ngư lôi nhắm vào tàu chở hàng Suwa Maru từ khoảng cách 700 thước Anh (600 m), trúng đích một quả và gây hư hại nặng buộc đối thủ phải mắc cạn để không bị đắm. Chiếc tàu ngầm phải cơ động lặn sâu để né tránh mìn sâu và bom ném từ máy bay tuần tra đối phương.
Ba ngày sau đó, Tunny đi đến khu vực tuần tra được chỉ định tại quần đảo Caroline, và đến ngày 1 tháng 4 bắt đầu tuần tra ngoài khơi căn cứ Truk. Đang khi hoạt động ngoài khơi đảo Alet vào xế chiều ngày 2 tháng 4, nó phát hiện qua radar một mục tiêu và tấn công với ba quả ngư lôi từ khoảng cách 960 thước Anh (880 m), và một quả trúng đích đã đủ đánh chìm chiếc tàu buôn Toyo Maru số 2 (4.163 tấn). Một  tàu khu trục lớp Momo đối phương đã phản công với hai lượt mìn sâu, gây hư hại nhẹ cho chiếc tàu ngầm. Nó trồi lên mặt nước lúc nữa đêm để hướng đến nhóm đảo san hô Namonuito về phía Bắc.
Đến ngày 7 tháng 4, Tunny lẫn khuất trong một cơn mưa giông để tiếp cận một mục tiêu phát hiện qua radar đến khoảng cách 1.000 thước Anh (1.000 m), và đã phóng hai quả ngư lôi đánh chìm được tàu chở hành khách Kosei Maru (8.237 tấn). Ngay sau đó chiếc tàu ngầm phải lặn khẩn cấp để né tránh phản công từ một tàu khu trục lớp Akatsuki. Đến 22 giờ 28 phút ngày 9 tháng 4, nó phát hiện qua radar một lực lượng đối phương ở khoảng cách không đầy 3 hải lý (5,6 km), và đã cơ động khéo léo để lọt vào giữa đội hình một tàu sân bay và hai tàu sân bay phụ trợ được hai tàu khu trục hộ tống, rồi phóng toàn bộ mười quả ngư lôi vào các mục tiêu đầy tiềm năng trước khi lặn xuống né tránh phản công. Tuy nhiên hầu hết số ngư lôi đều bị kích nổ sớm hay tịt ngòi khi chạm mục tiêu nên chỉ gây hư hại nhẹ cho đối phương.
Đến xế trưa ngày 11 tháng 4, Tunny phóng ba quả ngư lôi tấn công tàu ngầm I-9 nhưng đều bị trượt, và đến lượt bản thân nó phải lặn sâu để né tránh hai quả ngư lôi mà tàu ngầm đối phương bắn trả, và tiếp nối bởi đợt truy lùng của một máy bay tuần tra đối phương. Đêm hôm đó, nó tiếp tục né tránh được đợt tấn công bằng mìn sâu của một tàu khu trục mà chỉ bị hư hại nhẹ. Trong những ngày tiếp theo, nó tuần tra ngoài khơi đảo Fayu rồi lên đường vào ngày 15 tháng 4 để hoạt động trinh sát Saipan. Nó phát hiện hai mục tiêu nhưng không thể tấn công do vướng các dãi đá ngầm. Chiếc tàu ngầm quay trở về Midway vào ngày 23 tháng 4 để kết thúc chuyến tuần tra thành công, vốn mang lại cho nó danh hiệu Đơn vị Tuyên dương Tổng thống.

#### Chuyến tuần tra thứ ba
Sau khi được tiếp liệu tại Midway, Tunny tiếp tục hành trình quay trở về Hawaii để tiếp tục được sửa chữa. Nó khởi hành từ Trân Châu Cảng vào ngày 25 tháng 5, 1943, và sau khi được tiếp thêm nhiên liệu tại đảo Johnston, chiếc tàu ngầm lên đường vào ngày 27 tháng 4, hướng đến Eniwetok. Vào xế trưa ngày 31 tháng 5, nó buộc phải lặn khẩn cấp để ẩn nấp sau khi radar phát hiện tín hiệu máy bay đối phương. Lúc đang ở độ sâu 300 ft (90 m), một quả bom phát nổ bên trên phía sau tàu, làm hỏng bóng đèn và nhiệt kế, ngập nước phòng ngư lôi phía đuôi cùng một số hư hại khác. Công việc sửa chữa hoàn tất trước khi đêm xuống, và chiếc tàu ngầm tiếp tục hành trình. Nó tuần tra ngoài khơi Eniwetok trong hai ngày, rồi hướng đến khu vực tuần tra được chỉ định, đi đến Truk vào ngày 6 tháng 6. Nó phát hiện hoạt động chống tàu ngầm đối phương tại khu vực Truk đã chuyển sang không lực, và ngay ngày hôm sau đã đụng độ một thủy phi cơ cánh kép trong khi radar chiếc tàu ngầm hầu như không phát hiện ra đối phương. Máy bay đối phương trở thành một ngăn trở lớn khiến không thể tấn công các đoàn tàu vận tải đối phương.
Vào ngày 14 tháng 6, đang khi di chuyển trên mặt nước tuần tra về phía Đông đảo Murilo trong nhóm quần đảo Hall, Tunny phát hiện một đoàn tàu vận tải gồm một tàu vận tải lớn cùng hai tàu buôn, được hai tàu khu trục hộ tống. Khi nó tiếp cận để tìm cách tấn công, một tàu hộ tống đã phát hiện và bắn nhiều phát đạn pháo 4 in (100 mm), buộc chiếc tàu ngầm phải lặn xuống độ sâu 300 ft (90 m) nhưng vẫn kiên trì tiếp cận mục tiêu. Nó trồi lên mặt nước và phóng bốn quả ngư lôi vào chiếc tàu vận tải đối phương từ khoảng cách 3.400 yd (3.100 m). Ba vụ nổ lớn xảy ra xác định mục tiêu bị hư hại, và chiếc tàu ngầm lặn xuống để cơ động né tránh, nhưng đối phương đã không thả mìn sâu phản công. Sau nữa đêm, chiếc tàu ngầm nổi lên mặt nước để theo dõi, nhưng đạn pháo đối phương lại tiếp tục nhắm bắn vào nó, buộc nó tiếp tục phải lặn xuống.
Tunny tiếp tục tuần tra xa đến tận Saipan mà không có kết quả. Vào ngày 26 tháng 6, nó trinh sát hình ảnh Tanapag Harbor, Saipan và eo biển Tinian, rồi cùng ngày hôm đó đã trồi lên mặt nước để tuần tra tuyến hành hải Truk-Chính quốc về phía Đông đảo Rota. Ngoài khơi Harnum Point, Rota vào ngày 28 tháng 6, nó phát hiện một pháo hạm cải biến đối phương, và đã tấn công với ba quả ngư lôi từ khoảng cách 1.500 yd (1.400 m). Phát hiện một tàu đánh cá vũ trang đang tiếp cận, chiếc tàu ngầm lặn xuống để lẫn tránh, nhưng cũng phải lần lượt chịu đựng năm quả bom hoặc mìn sâu được thả xuống. Khi tìm cách nổi trở lên mặt nước để trinh sát một giờ sau đó, nó tiếp tục bị tàu đối phương truy đuổi nên phải lặn xuống né tránh. Khoảng ba giờ sau đó, chiếc tàu ngầm nổi lên độ sâu kính tiềm vọng để quan sát, nó không thấy bóng dáng chiếc tàu cá vũ trang đối phương, nhưng lại bị bất ngờ bởi một máy bay ném bom Mitsubishi Ki-21 đang ở độ cao 300 ft (90 m) ngay bên trên con tàu. Lần này Tunny phải chờ đợi thêm bốn giờ trước khi trồi lên mặt nước tại vị trí cách Guam 13 mi (21 km).
Sau khi tuần tra ngoài khơi Guam cho đến ngày 4 tháng 7, Tunny được lệnh rời khỏi khu vực. Sang ngày hôm sau nó hướng đi đảo Johnston, nhưng tiếp tục bị máy bay đối phương truy tìm suốt hai ngày tiếp theo. Sau khi được tiếp liệu tại Johnston trong ngày 11 tháng 7, nó tiếp tục hành trình quay về căn cứ, kết thúc chuyến tuần tra tại Trân Châu Cảng vào ngày 14 tháng 7.

#### Chuyến tuần tra thứ tư
Rời Trân Châu Cảng vào ngày 5 tháng 8 cho chuyến tuần tra thứ tư, Tunny ghé đến Midway vào ngày 9 tháng 8 để tiếp thêm nhiên liệu, rồi đi đến ngoài khơi các đảo Pagan và Alamagan thuộc quần đảo Mariana vào ngày 18 tháng 8. Nó đi đến khu vực tuần tra tại quần đảo Palau bốn ngày sau đó, và đến sáng ngày 24 tháng 8 đã phát hiện một đoàn tàu vận tải sáu chiếc đang rời hành lang Toagel Mlungui. Nó theo dõi đoàn tàu cho đến quá nữa đêm ngày 25 tháng 8, rồi phóng năm quả ngư lôi tấn công lúc 01 giờ 40 phút. Đến gần sáng nó lại tấn công với một loạt sáu quả ngư lôi, nhưng đều bị trượt. Một tàu hộ tống khu trục đối phương xuất hiện, buộc Tunny phải lặn xuống ẩn nấp trong suốt hai giờ tiếp theo khi tàu hộ tống đối phương thả hai lượt sáu quả mìn sâu tấn công nó. Khi chiếc tàu ngầm nổi lên độ sâu kính tiềm vọng lúc gần trưa, đoàn tàu vận tải đã biến mất.
Vào sáng ngày 26 tháng 8, Tunny phát hiện tàu buôn Amagisan Maru và tàu chở dầu Tsurumi được tàu săn ngầm CH-4 hộ tống đang tiếp cận hành lang Toagel Mlungui, và đã phóng năm quả ngư lôi tấn công. CH-4 nhanh chóng phản công với hai quả mìn sâu, tiếp nối bởi một loạt mìn sâu chỉ hai phút sau đó. Một vụ hỏa hoạn nhỏ xảy ra trong phòng vận hành chiếc tàu ngầm, khiến nó tạm thời mất điện và phải ngưng động cơ chính trong một phút. Cánh lái mũi con tàu bị kẹt khiến nó trồi lên độ sâu 200 ft (60 m), rồi lại chìm xuống đến 380 ft (116 m) trước khi lấy lại được kiểm soát. Sau năm phút, chiếc tàu ngầm phục hồi hoạt động gần như bình thường và tìm cách rút lui về hướng Tây Nam. Trồi lên mặt biển lúc chiều tối để đánh giá thiệt hại, nhận ra bị hư hại mũi tàu, vỏ chịu áp lực của phòng ngư lôi phía trước, con quay la bàn phòng ngư lôi phía sau cũng như thiết bị sonar và radar. Cho dù đã nỗ lực sửa chữa trong suốt hai ngày tiếp theo, chiếc tàu ngầm không thể đạt được mức độ sẵn sàng tác chiến. Vì vậy nó rời khu vực tuần tra vào ngày 29 tháng 8 và về đến Trân Châu Cảng vào ngày 8 tháng 9.
Sau khi được đánh giá sơ bộ hư hại, Tunny rời Trân Châu Cảng vào ngày 11 tháng 9 để quay trở về vùng bờ Tây, đi vào Xưởng hải quân Hunters Point tại San Francisco, California vào ngày 17 tháng 9 để đại tu và sửa chữa. Khi công việc trong xưởng tàu hoàn tất, chiếc tàu ngầm rời vùng bờ Tây vào ngày 2 tháng 2, 1944 để quay trở lại khu vực quần đảo Hawaii.

### 1944

#### Chuyến tuần tra thứ năm
Sau một tuần lễ ở lại Trân Châu Cảng để sửa chữa và huấn luyện, Tunny khởi hành vào ngày 27 tháng 2 cho chuyến tuần tra thứ năm. Nó ghé đến Midway vào ngày 2 tháng 3 để tiếp thêm nhiên liệu, rồi đi đến khu vực tuần tra tại Palau vào ngày 15 tháng 3. Trong ngày 20 tháng 3, bên ngoài hành lang Toagel Mlungui, một máy bay tuần tra đối phương đã kiên trì càn quét và thả tám quả bom tấn công, buộc chiếc tàu ngầm phải lặn suốt ba giờ để ẩn nấp. Trong những ngày tiếp theo, nó tuần tra các lối tiếp cận khu vực. Sang ngày 22 tháng 3, nó phát hiện qua radar một đoàn tàu vận tải lớn và tìm cách tiếp cận, nhưng một tàu khu trục đối phương xuất hiện trên radar ở khoảng cách 14.000 yd (13.000 m). Tunny ẩn nấp trong một cơn mưa giông để né tránh và tiếp tục áp sát các tàu vận tải, rồi phóng một loạt sáu quả ngư lôi tấn công hai tàu chở hàng lớn, nghe thấy các vụ nổ trúng đích. Nó tiếp tục cơ động rồi phóng bốn quả ngư lôi Mark 18 phía đuôi vào tàu khu trục đối phương đang truy đuổi nó. Trong suốt bốn giờ tiếp theo, đối phương thả tổng công 87 quả mìn sâu để tìm cách đánh chìm chiếc tàu ngầm, nhưng nó không chịu hư hại nào. Khi nổi lên mặt nước để xem xét kết quả, nó chỉ nhìn thấy những mảnh vỡ cùng những vệt dầu loang.
Đang khi tuần tra ngoài khơi đảo Angaur vào ngày 23 tháng 3, lúc 21 giờ 19 phút, Tunny phát hiện qua radar một mục tiêu, mà nó xác định bằng mắt thường là một  tàu ngầm lớp Type B, nhưng đối phương cũng phát hiện Tunny. Trong suốt một giờ rưỡi, hai chiếc tàu ngầm đều tìm cách cơ động vào vị trí tấn công hay né tránh đối phương. Đến 23 giờ 24 phút, Tunny phóng bốn quả ngư lôi từ khoảng cách 1.900 yd (1.700 m) trước khi bẻ hết lái qua mạn phải để tránh va chạm. Trước khi lặn xuống độ sâu 150 ft (46 m), nó nghe thấy hai vụ nổ và sau đó tiếng chân vịt đối phương ngừng quay qua sonar, tiếp nối bởi tiếng đổ vỡ khi vỏ tàu bị áp lực nước nén vỡ. I-42 đã bị đánh chìm ở vị trí khoảng 6 mi (9,7 km) về phía Tây Nam Angaur, Palau, tại tọa độ 06°40′B 134°03′Đ / 6,667°B 134,05°Đ, toàn bộ 102 thành viên thủy thủ đoàn trên tàu đều tử trận.
Quay trở lại vùng biển ngoài khơi hành lang Toagel Mlungui để tiếp tục tuần tra, vào sáng ngày 29 tháng 3, Tunny phát hiện nhiều tàu nhỏ rời Malakal Harbor, rõ ràng để lẫn tránh đợt không kích của Đệ Ngũ hạm đội sắp diễn ra. Đến xế trưa, một hạm đội xuất hiện, bao gồm thiết giáp hạm Musashi, tàu tuần dương hạng nhẹ Ōyodo cùng ba tàu khu trục. Tunny tiếp cận và phóng một loạt sáu quả ngư lôi phía mũi, đi ngay bên dưới một tàu khu trục đối phương, và một quả đã đánh trúng phần mũi bên mạn trái của Musashi. Chiếc tàu ngầm lặn sâu và đổi hướng sang Tây Nam trong khi tàu khu trục đối phương thả 38 quả mìn sâu phản công. Quả ngư lôi đánh trúng Musashi khoảng 20 ft (6,1 m) bên dưới mực nước, làm thủng một lổ khoảng 19 ft (5,8 m), làm ngập nước phòng dò âm và gây ra 18 thương vong. Chiếc thiết giáp hạm bị ngập khoảng 2.630 tấn nước, vẫn có thể di chuyển với tốc độ 24 kn (44 km/h), nhưng vẫn phải quay về cảng để sửa chữa mất một tháng.
Đến 02 giờ 00 ngày 30 tháng 3, Tunny đi đến vị trí làm nhiệm vụ tìm kiếm và giải cứu hỗ trợ cho cuộc không kích của Đệ Ngũ hạm đội. Đến giữa trưa, hai máy bay ném bom-ngư lôi Hoa Kỳ xuất hiện; một chiếc lao xuống bắn phá bằng súng máy trong khi chiếc kia phóng ra một quả bom từ độ cao 300 ft (90 m), rơi xuống và kích nổ chỉ cách mạn phải con tàu 10 yd (9 m) ngang phòng động cơ phía trước. Chiếc tàu ngầm bị nhấc khỏi mặt nước, gây nhiều hư hại cho phòng điều khiển và phòng ngư lôi. Nó sửa chữa suốt đêm để có thể tiếp tục hoạt động tìm kiếm và giải cứu vào ngày hôm sau. Con tàu rời vùng biển Palau vào ngày 2 tháng 4, ghé đến vịnh Milne vào ngày 7 tháng 4, và về đến Brisbane, Australia vào ngày 11 tháng 4. Nó được tặng thưởng danh hiệu Đơn vị Tuyên dương Tổng thống do thành tích xuất sắc trong chuyến tuần tra này.

#### Chuyến tuần tra thứ sáu
Sau khi được tái trang bị, Tunny khởi hành từ Brisbane vào ngày 29 tháng 4 cho chuyến tuần tra thứ sáu, và hướng sang khu vực New Guinea. Con tàu được sửa chữa tại vịnh Milne, rồi đi ngang qua vịnh Langemak để đến khu vực tuần tra tại quần đảo Mariana, đến nơi vào ngày 11 tháng 5. Nó bắt gặp nhiều máy bay tuần tra đối phương khi hoạt động ngoài khơi Saipan và Guam. Vào ngày 17 tháng 5, tàu ngầm Sand Lance (SS-381) phát hiện một đoàn tàu vận tải tại khu vực, và đến xế trưa hôm đó, Tunny nhìn thấy mục tiêu, bao gồm ba tàu buôn được ba tàu khu trục hộ tống. Nó tiếp cận trong đêm và phóng một loạt ba quả ngư lôi nhắm vào tàu buôn thứ hai, rồi thêm ba quả ngư lôi nhắm vào tàu buôn cuối cùng. Nó chứng kiến quả ngư lôi đánh trúng đích vào mục tiêu thứ ba trước khi lặn xuống né tránh phản công từ các tàu hộ tống, và cho dù đối phương thả đến 81 quả mìn sâu, Tunny không bị hư hại và thoát đi theo hướng Đông Nam. Nó được ghi công đã đánh chìm được tàu buôn Nichiwa Maru 4.955 GRT, vào lúc đó đang vận chuyển 2274 binh lính thuộc Sư đoàn Bộ binh 14, ở vị trí về phía Tây quần đảo Mariana, tại tọa độ 14°49′B 142°39′Đ / 14,817°B 142,65°Đ.
Đến ngày 8 tháng 6, Tunny hoạt động phối hợp cùng các tàu ngầm Pilotfish (SS-386) và Pintado (SS-387) trong thành phần bầy sói "Blair Blasters" để hình thành nên tuyến tuần tra dọc khu vực Tây Thái Bình Dương cho đến biển Đông. Nó băng qua eo biển Balintang vào ngày 14 tháng 6 và trông thấy đảo Luzon, Philippines vào sáng ngày hôm sau; rồi khi băng ngược trở lại eo biển Balintang vào ngày 16 tháng 6, nó đã đánh chìm một thuyền buồm bằng hải pháo tại tọa độ 20°10′B 121°18′Đ / 20,167°B 121,3°Đ. Chiếc tàu ngầm tiếp tục tuần tra trong biển Philippine cho đến ngày 22 tháng 6, khi nó tách khỏi bầy sói để quay trở về căn cứ. Nó ghé đến Midway vào ngày 29 tháng 6 để tiếp thêm nhiên liệu, và kết thúc chuyến tuần tra tại Trân Châu Cảng vào ngày 2 tháng 7.

#### Chuyến tuần tra thứ bảy
Sau khi được tái trang bị, Tunny khởi hành từ Trân Châu Cảng vào ngày 4 tháng 8 cho chuyến tuần tra thứ bảy trong thành phần bầy sói "Ed's Eradicators", vốn còn bao gồm các tàu ngầm Barb (SS-220) và Queenfish (SS-393); hải đội lên đường hướng sang khu vực tuần tra tại biển Đông ngang qua Midway, đến nơi vào ngày 25 tháng 8. Bầy sói đã tấn công một đoàn tàu vận tải lúc sau nữa đêm 31 tháng 8, và sau khi chứng kiến Queenfish đánh chìm một tàu chở dầu, Tunny lại chịu đựng phản công bằng hải pháo, và sau đó bằng mìn sâu, từ các tàu hộ tống. Cùng trong ngày hôm đó, sau khi Barb đánh trúng một mục tiêu, bản thân Tunny lại trở thành đối tượng bị máy bay tuần tra đối phương truy đuổi, và bị đối phương tấn công mỗi khi trồi lên mặt nước.
Trong ngày 1 tháng 9, Tunny hầu như phải tuần tra ngầm dưới nước để né tránh máy bay đối phương. Đến xế trưa hôm đó, lúc đang đi trên mặt nước hướng phía Tây trên tuyến tuần tra của bầy sói, nó bắt gặp máy bay đối phương ngay trước mặt ở khoảng cách 6 mi (9,7 km), nên lặn khẩn cấp để ẩn nấp. Tuy nhiên khi chiếc tàu ngầm đạt đến độ sâu 110 ft (34 m), hai quả bom kích nổ gần phía đuôi tàu đã gây hư hại đáng kể; rồi thêm hai quả bom nữa được ném xuống gần tàu khi nó đạt đến độ sâu 300 ft (91 m), gây thêm nhiều hư hại và rò rỉ lườn tàu áp lực. Những hư hại phải chịu đựng khiến hạm trưởng buộc phải ra lệnh hủy bỏ chuyến tuần tra và quay về căn cứ. Tunny băng qua eo biển Balintang và trồi lên mặt nước vào ngày 2 tháng 9, và tiếp tục nhìn thấy máy bay đối phương trong suốt hành trình quay trở về Trân Châu Cảng, nơi nó kết thúc chuyến tuần tra vào ngày 17 tháng 9. Chiếc tàu ngầm tiếp tục lên đường vào ngày 20 tháng 9 để quay về vùng bờ Tây, đi vào Xưởng hải quân Hunters Point vào ngày 26 tháng 9 để được sửa chữa và đại tu.

### 1945

#### Chuyến tuần tra thứ tám
Hoàn tất công việc trong xưởng tàu, Tunny quay trở lại quần đảo Hawaii vào tháng 1, 1945. Sau khi huấn luyện ôn tập, nó xuất phát từ Trân Châu Cảng vào ngày 3 tháng 2 cho chuyến tuần tra thứ tám. Tuy nhiên chiếc tàu ngầm phải ghé đến Tanapag, Saipan vào ngày 14 tháng 2, và cặp bên mạn tàu tiếp liệu tàu ngầm Fulton (AS-11) để sửa chữa động cơ trước khi có thể tiếp tục chuyến tuần tra vào ngày 5 tháng 3, và hướng sang vùng biển quần đảo Ryūkyū. Trong các ngày 13 và 14 tháng 3, nó tiến hành một nhiệm vụ đặc biệt ngoài khơi Ryūkyū nhằm chuẩn bị cho cuộc đổ bộ lên Okinawa được dự định vào ngày 1 tháng 4. Trong ngày 14 tháng 3, Tunny đánh dấu trên hải đồ vị trí của 230 quả thủy lôi Nhật Bản được dò thấy qua sonar khi nó di chuyển ngầm ở độ sâu 150 ft (46 m), và hoàn thành nhiệm vụ nguy hiểm này vào ngày 15 tháng 3.
Đến ngày 18 tháng 3, Tunny theo dõi một đoàn tàu vận tải được hộ tống nhưng không thể bắt kịp đối phương. Trong hai ngày tiếp theo nó tuần tra ngoài khơi đảo Amami Ōshima; và từ ngày 23 tháng 3 bắt đầu làm nhiệm vụ tìm kiếm và giải cứu hỗ trợ cho chiến dịch không kích xuống Okinawa. Đang khi tìm kiếm một phi công bị bắn rơi, nó bất ngờ bị một thủy phi cơ tấn công, chịu đựng hai quả bom được ném xuống gần tàu nhưng chỉ bị hư hại nhẹ. Tunny đã giải cứu được hai phi công từ tàu sân bay Intrepid (CV-11) và một người từ chiếc Bennington (CV-20) tham gia chiến dịch không kích, rồi hoàn tất nhiệm vụ này vào ngày 1 tháng 4 khi lên đường để quay trở về căn cứ. Trên đường đi vào ngày 4 tháng 4, nó đã đánh chìm một thuyền buồm 200 tấn bằng hải pháo ở vị trí về phía Đông quần đảo Bonin tại tọa độ, 29°27′B 146°42′Đ / 29,45°B 146,7°Đ, rồi ghé đến Midway trước khi về đến Trân Châu Cảng vào ngày 14 tháng 4.

#### Chuyến tuần tra thứ chín
Sau khi được tái trang bị tại Trân Châu Cảng, Tunny lại xuất phát từ đây vào ngày 14 tháng 5 cho chuyến tuần tra thứ chín, cũng là chuyến cuối cùng. Nó ghé đến để sửa chữa và thực hành sonar trước khi tiếp tục chuyến tuần tra vào ngày 28 tháng 5. Nó hoạt động phối hợp cùng các tàu ngầm Skate (SS-305) và Bonefish (SS-223) trong thành phần bầy sói "Pierce's Polecats", và đến ngày 2 tháng 6 đã bằng ngang qua quần đảo Ryūkyū để tiếp cận Kyūshū hai ngày sau đó. Chiếc tàu ngầm băng qua eo biển Triều Tiên vào ngày 5 tháng 6, và một lần nữa chịu đựng nguy hiểm khi dò tìm thủy lôi bằng sonar trong eo biển phía Đông (phần eo biển Triều Tiên ở phía Đông đảo Tsushima). Chiếc tàu ngầm đã đánh dấu vị trí trên hải đồ hơn 80 quả mìn trước khi tiếp tục tuần tra trong biển Nhật Bản dọc bờ biển phía Tây Honshū.
Hoạt động trong vùng biển từng được xem là "bất khả xâm phạm" của Nhật Bản, bầy sói đã tấn công tàu bè đang di chuyển đồng thời tìm cách xâm nhập các cảng dọc bờ biển. Vào ngày 9 tháng 6, Tunny tấn công một tàu chở hàng, nhưng quả ngư lôi duy nhất trúng mục tiêu đã không kích nổ và nó phải từ bỏ đợt tấn công. Đến sau nữa đêm 12 tháng 6, nó tiếp cận phá nước của cảng Etomo Ko đến khoảng cách 8.000 yd (7,3 km) nhưng không tìm thấy tàu bè nào, nên rút lui ra phía biển. Vào ngày 16 tháng 6, Tunny phát hiện nhiều bè cứu sinh chất đầy những người Nhật Bản sống sót, là nạn nhân một vụ đắm tàu sau khi Bonefish tấn công; Tunny đã bắt làm tù binh chiến tranh một hạ sĩ quan trong số đó. Sang ngay hôm sau, Tunny và Bonefish đang tiếp cận một mục tiêu phát hiện qua radar nó nó bất ngờ chịu đựng hỏa lực hải pháo, và phải lặn khẩn cấp để né tránh mìn sâu tiếp tục thả xuống. Đến ngày 19 tháng 6, nó tấn công một tàu chở hàng khoảng 4.000 tấn, nhưng bị ngăn trở bởi vùng nước nông.
Tunny gặp gỡ Skate vào ngày 23 tháng 6 để cùng rời khỏi khu vực biển Nhật Bản. Nó nán lại ngoài khơi Hokkaidō trong hai ngày với hy vọng có thể trợ giúp cho Bonefish, vốn bị mất tích sau khi được yêu cầu tuần tra ngầm vào ban ngày tại Toyama vài ngày trước đó. Đến ngày 27 tháng 6, Tunny bắt đầu hành trình đi ngang qua quần đảo Kuril và Midway để quay về Trân Châu Cảng đến nơi vào ngày 6 tháng 7. Chiếc tàu ngầm tiếp tục quay trở về vùng bờ Tây, và khi Thế Chiến II kết thúc, nó được cho xuất biên chế vào ngày 13 tháng 12, 1945, và neo đậu cùng Hạm đội Dự bị Thái Bình Dương tại Xưởng hải quân Mare Island.

### 1952 - 1969

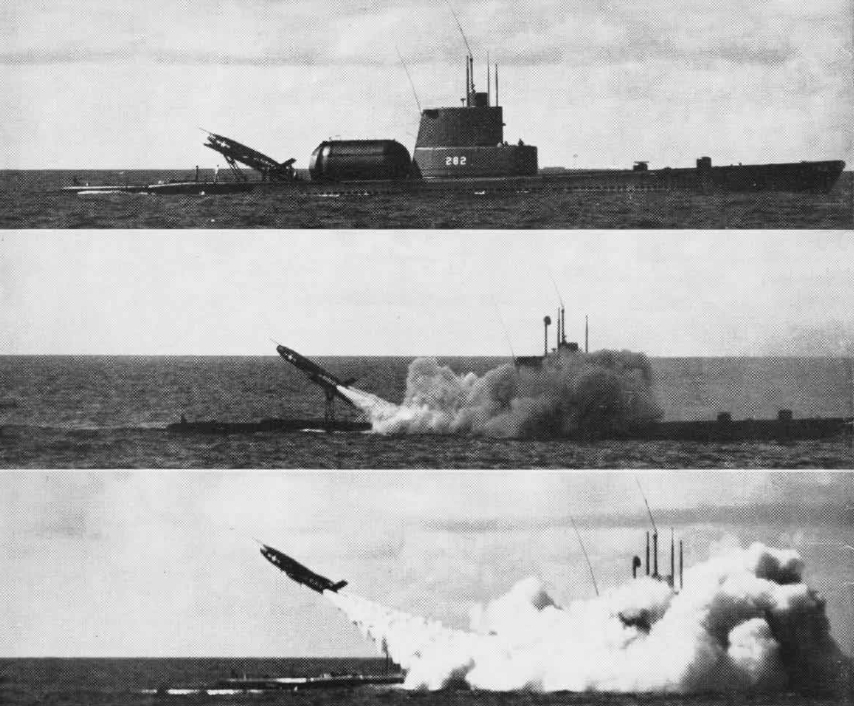
Tunny đang phóng một tên lửa hành trình Regulus I

Sự kiện Chiến tranh Triều Tiên bùng nổ vào tháng 6, 1950 khiến Hải quân Hoa Kỳ gặp phải tình trạng thiếu hụt tàu chiến hoạt động, nên Tunny được cho tái biên chế trở lại vào ngày 28 tháng 2, 1952, cho dù chỉ nằm trong thành phần dự bị, rồi lại xuất biên chế vào tháng 4, 1952. Chiếc tàu ngầm nhập biên chế trở lại vào ngày 6 tháng 3, 1953, và được cải biến theo đề án SCB-28.Nó được xếp lại lơp với ký hiệu lườn SSG-282 từ ngày 18 tháng 7, 1952, và được trang bị tên lửa hành trình Regulus I mang đầu đạn hạt nhân trong gần 12 năm tiếp theo. Trong vai trò này, Tunny được trang bị một hầm chứa mang hai tên lửa cùng một bệ phóng trên sàn phía sau tháp chỉ huy. Một trong những hạn chế của hệ thống tên lửa Regulus là chiếc tàu ngầm phải trồi lên mặt nước, đặt tên lửa lên bệ trước khi được phóng, và sau khi phóng cũng cần phải tiếp tục được dẫn đường từ các tàu ngầm hoặc các nền tảng khác. Đến năm 1955, một tàu ngầm khác thời Thế Chiến II, chiếc USS Barbero, cũng được cải biến để phóng tên lửa Regulus.
Trong những năm đầu tiên, Tunny đặt căn cứ hoạt động tại Port Hueneme, California và tham gia vào việc phát triển hệ thống tên lửa Regulus. Ngoài một giai đoạn huấn luyện, Tunny dành phần lớn thời gian cho hoạt động phóng và dẫn đường tên lửa Regulus nhằm đánh giá việc phát triển hệ thống. Đến năm 1957, nó chuyển căn cứ hoạt động đến Trân Châu Cảng, Hawaii, đưa hệ thống tên lửa Regulus vào trực chiến, thực hiện các chuyến tuần tra răn đe và phóng các tên lửa thực hành.

#### Chiến tranh Việt Nam
Vào tháng 5, 1965, hệ thống tên lửa Regulus được loại bỏ, thay thế bằng tên lửa Polaris trang bị trên những tàu ngầm mang tên lửa đạn đạo. Vì vậy Tunny được xếp lại lớp và quay trở lại ký hiệu lườn cũ SS-282, nhưng tiếp tục ở lại khu vực hoạt động Hawaii để thực hành huấn luyện cùng tham gia nhiều hoạt động khác. Đến năm 1966, nó được cải biến thành một tàu ngầm chở quân đổ bộ và xếp lại lớp với ký hiệu lườn mới APSS-282. Sàn tàu được cải biến để mang theo các xe lội nước cỡ nhỏ cùng các thiết bị khác. Đến tháng 2, 1967, Tunny thực hiện các nhiệm vụ đặc biệt trong cuộc chiến tranh phi quy ước ngoài khơi bờ biển Việt Nam, hoạt động trinh sát chuẩn bị cho các chiến dịch đổ bộ cũng như thu thập thông tin địa hình và thủy văn. Cấu hình của con tàu phù hợp cho việc đổ bộ các toán biệt kích nhỏ cũng như cho việc trinh sát thu thập thông tin tình báo trong cuộc Chiến tranh Việt Nam.
Tunny một lần nữa được xếp lại lớp với ký hiệu lườn LPSS-282 vào ngày 1 tháng 1, 1969. Nó được cho xuất biên chế vào ngày 28 tháng 6, 1969, rồi được rút tên khỏi danh sách Đăng bạ Hải quân vào ngày 30 tháng 6, 1969. Con tàu bị đánh chìm như một mục tiêu vào ngày 19 tháng 6, 1970.

## Phần thưởng
Tunny được tặng thưởng danh hiệu Đơn vị Tuyên dương Tổng thống cùng chín Ngôi sao Chiến trận do thành tích phục vụ trong Thế Chiến II. Nó được ghi công đã đánh chìm sáu tàu Nhật Bản, bao gồm một tàu ngầm, với tổng tải trọng 26.837 tấn. Con tàu tiếp tục được tặng thưởng thêm năm Ngôi sao Chiến trận khác khi hoạt động tại Việt Nam.
|             |                                                                     |  |
|             | Silver star · Bronze star · Bronze star · Bronze star · Bronze star |  |
| Bronze star | Silver star                                                         |  |

| Dãi băng Hoạt động Tác chiến                                    | Đơn vị Tuyên Dương Tổng thống                                           | Đơn vị Tuyên Dương Anh dũng Hải quân                |
| Huân chương Chiến dịch Hoa Kỳ                                   | Huân chương Chiến dịch Châu Á-Thái Bình Dương với 9 Ngôi sao Chiến trận | Huân chương Chiến thắng Thế Chiến II                |
| Huân chương Phục vụ Phòng vệ Quốc gia với 1 Ngôi sao Chiến trận | Huân chương Phục vụ Việt Nam với 5 Ngôi sao Chiến trận                  | Huân chương Chiến dịch Bội tinh (Việt Nam Cộng Hòa) |